# Normal People
Normal People is een twaalfdelige Ierse dramareeks uit 2020 gebaseerd op het gelijknamige boek van de Ierse schrijfster Sally Rooney, die ook meewerkte aan het scenario. De reeks volgt de relatie tussen twee studenten, vertolkt door Daisy Edgar-Jones en Paul Mescal.
Normal People werd eind april 2020 uitgebracht en uitgezonden in Ierland en het Verenigd Koninkrijk en werd goed ontvangen, met een score van 8,5 op tien bij IMDb, 91% bij Rotten Tomatoes en 82% bij Metacritic. De serie won ook tal van prijzen, waaronder een BAFTA-tv-prijs voor hoofdrolspeler Paul Mescal en prijzen in verschillende categorieën op de Irish Film and Television Awards in 2021.

## Verhaal
Het arrogante maar gevoelige buitenbeentje Marianne en de populaire voetballer Connell zijn laatstejaars in het secundair onderwijs in het Ierse Sligo. Hoewel zijn moeder poetsvrouw is bij haar welgestelde moeder, leren ze elkaar toch beter kennen en beginnen ze een geheime relatie.

## Rolverdeling
- Daisy Edgar-Jones als Marianne Sheridan
- Paul Mescal als Connell Waldron
- Sarah Greene als Lorraine Waldron, Connells moeder
- Aislín McGuckin als Denise Sheridan, Marianne's moeder
- Frank Blake als Alan Sheridan, Marianne's oudere broer